# Glorieta de las y los desaparecidos

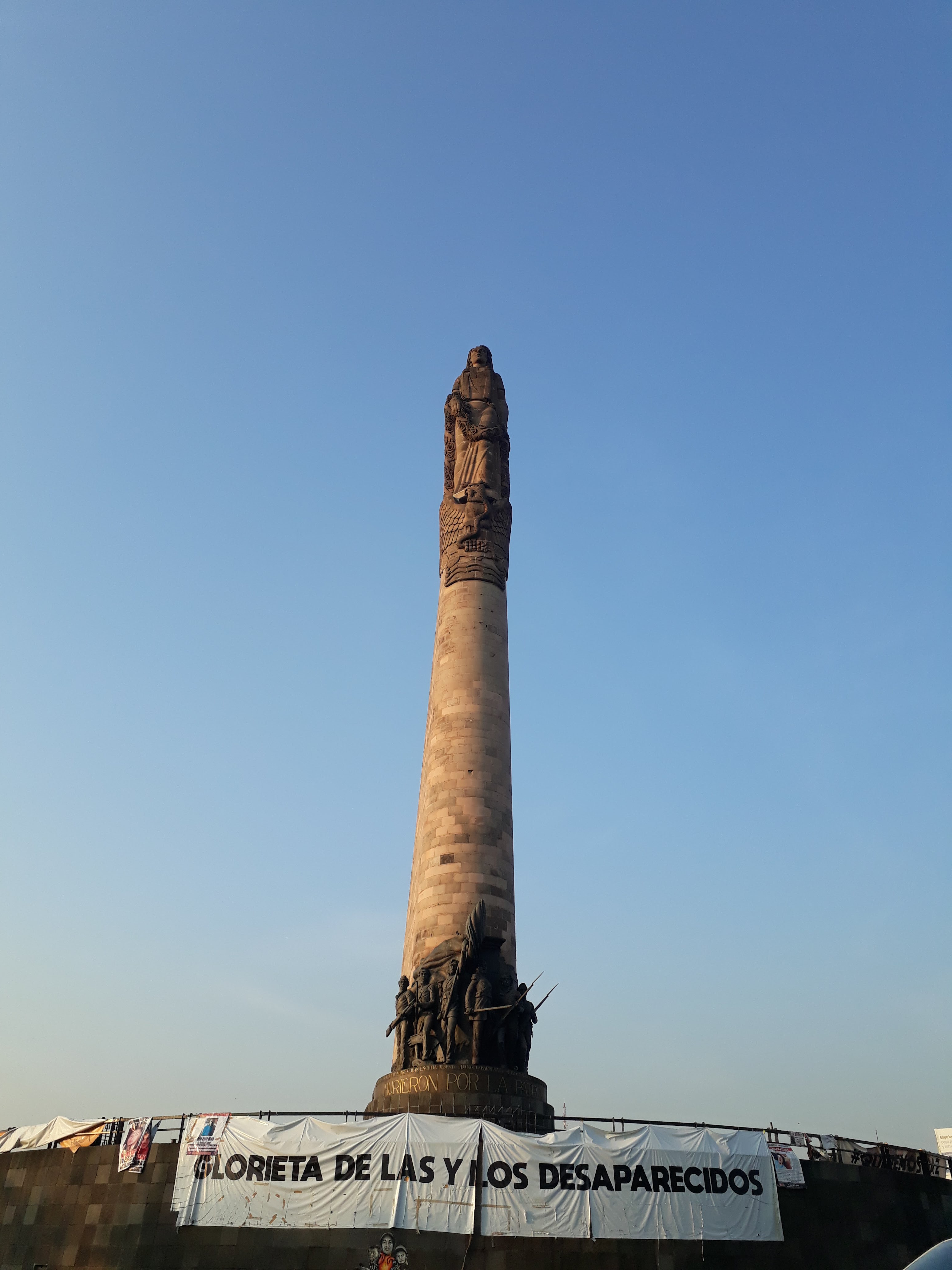
Glorieta de las y los desaparecidos

La Glorieta de los Niños Héroes es un sitio de memoria ubicado en Guadalajara es un monumento que tiene una escultura que representa a los personajes históricos conocidos como Niños Héroes de Chapultepec. En la actualidad también es un sito para exigir justicia sobre las personas desaparecidas en Jalisco

## Historia

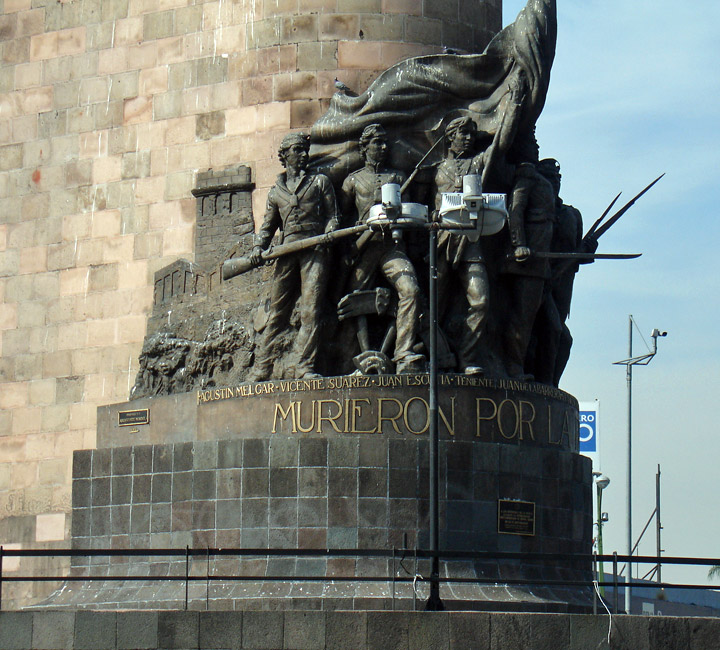
Escultura de los Niños Héroes de Chapultepec

### Glorieta de los Niños Héroes
La Glorieta de los Niños Héroes es un monumento diseñado por Vicente Morales Mendiola en 1950, para conmemorar a los cadetes que murieron durante la Batalla de Chapultepec. La escultura es obra de Juan Fernando Olaguíbel Rosenzweig. En la parte de abajo hay una explanada circular, de la que sobresale una columna de 50 metros. La base de la columna está rodeada por los cadetes mártires y la parte alta de la columna contiene una figura femenina que representa a la patria con una túnica y una guirnalda. En la parte de abajo se lee la frase "Murieron por la Patria".

### Manifestación y protesta

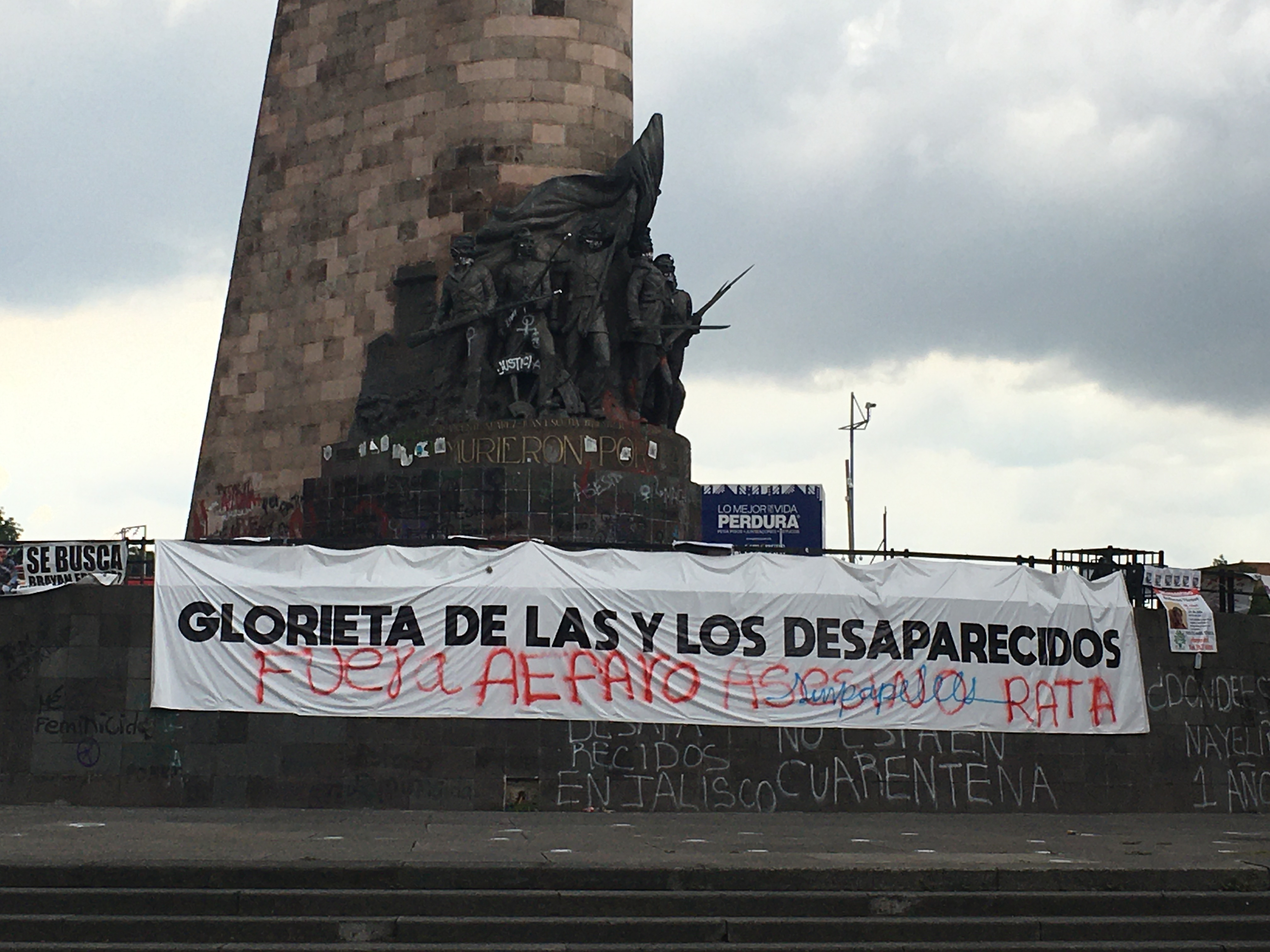
Base de la Glorieta con las pancartas y consignas

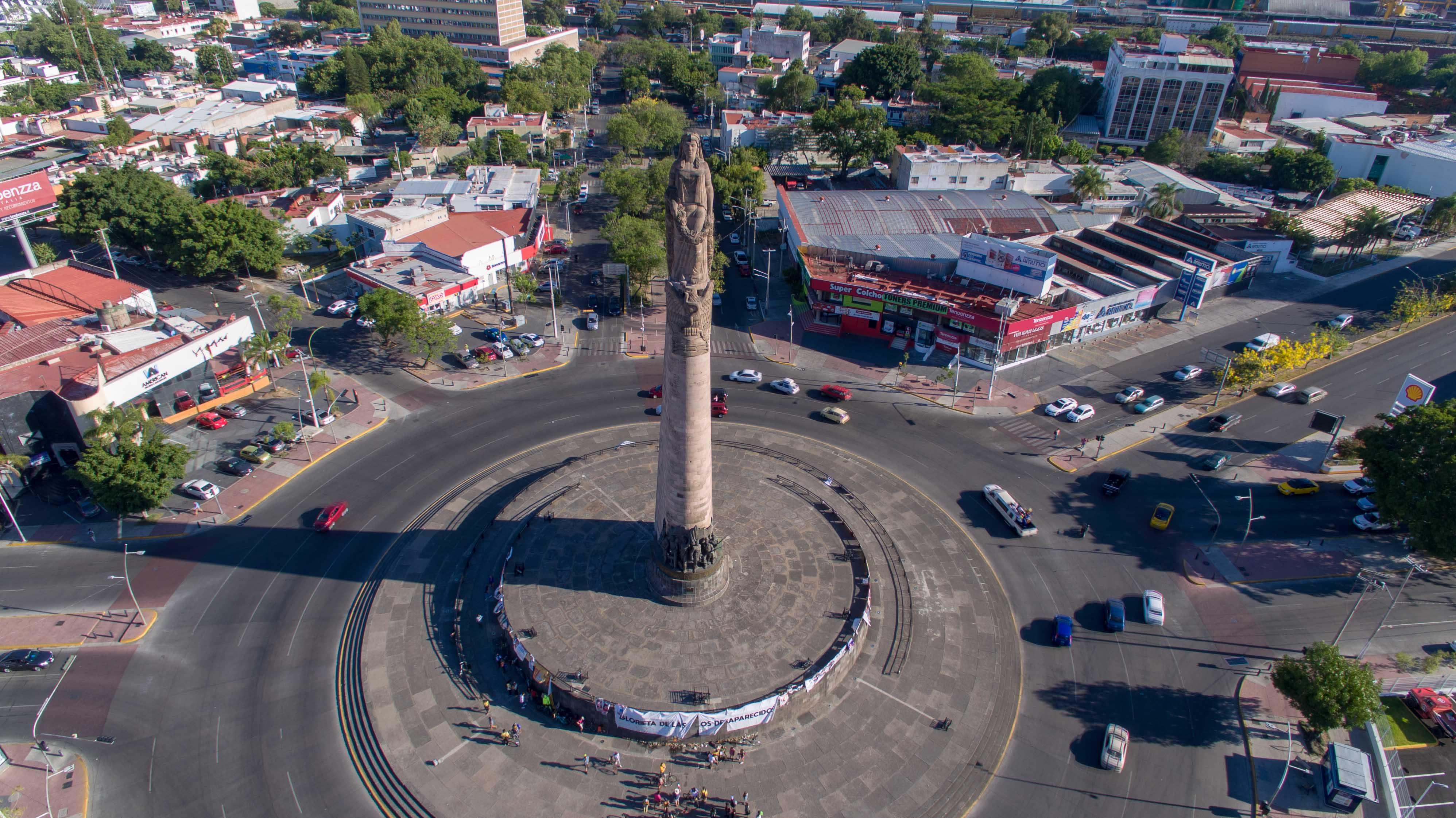
Vista aérea de la glorieta de las y los desaparecidos.

En marzo de 2018, activistas y familiares de desaparecidos marcharon y se manifestaron en las calles de Guadalajara, reuniéndose en la Glorieta de los Niños Héroes, de Guadalajara. La manifestación se desató por dos casos de desaparición; primero porque desaparecieron Jesús Daniel Díaz, Javier Salomón Aceves y Marco Francisco García, tres estudiantes de cine de la Universidad de Medios Audiovisuales (CAAV) que desaparecieron el 19 de marzo en Tonalá. También desapareció César Arellano, estudiante de medicina de la Universidad de Guadalajara, en Huentitán.

Durante la marcha, las personas manifestantes colocaron una manta con la leyenda "Glorieta de las y los desaparecidos", y así fue rebautizada simbólicamente dicha rotonda. Durante la manifestación, el presidente de la Federación de Estudiantes Universitarios, Jesús Medina, señaló:
Tenemos familias que no encuentran en este momento a sus desaparecidos y que nunca nadie las había tomado en cuenta. A partir de hoy esta glorieta toma un significado distinto, porque es una herida abierta. Ya no es la de Niños Héroes, es de los desaparecidos de Jalisco y de México.
La concentración y la protesta también sirvieron para que otras personas contaran sus testimonios y recordaran a sus familiares desaparecidos y desaparecidas, y compartieron sus historias.

## Reacción del gobierno
En abril de 2020, el gobierno municipal de Guadalajara realizó una limpieza en el monumento, señalando que lo hacían con el consentimiento del colectivo Familias Unidas Por Nuestros Desaparecidos Jalisco (Fundej); por lo que retiraron las mantas y fotografías, y limpiaron los grafitis y pintas con agua a presión. La Federación de Estudiantes Universitarios no estuvieron de acuerdo con la limpia de los grafitis realizados durante las manifestaciones feministas, y señalaron:
Ni la FEU, ni la Universidad de Guadalajara y menos la ciudadanía borraremos las denuncias que nos duelen a Jalisco. Nos manifestamos totalmente en contra de las acciones del ayuntamiento por eliminar las consignas del 8-M y reiteramos nuestra postura: mientras no se cumplan, no se borran.

## Reacciones sociales
La Glorieta de las y los desaparecidos se convirtió en el lugar icónico para las manifestaciones y las protestas en contra de las desapariciones, y para exigir al gobierno que tome medidas para detener estos crímenes. En junio de 2019, las lonas y consignas habían sido retiradas, por lo que activistas de la Red Contra la Desaparición Xalisco, realizaron una Jornada de reinstalación de rostros, el 22 de junio. El 30 de abril de 2019, sólo dos lonas del colectivo Familias Unidas por Nuestros Desaparecidos Jalisco (FUNDEJ) seguían, mientras que las demás habían sido retiradas. Las y los familiares, y activistas, instalaron nuevas mantas, y volvieron a reiterar que la rotonda es "un espacio de memoria para visibilizar lo que está ocurriendo; así como un lugar donde puedan exponer a las personas desaparecidas."

### Afición del Atlas en 2021
La afición del equipo de futbol Atlas, celebra tradicionalmente a su equipo, en la Glorieta de los Niños Héroes; sin embargo, el equipo no era campeón nacional desde 1951. La afición del equipo eligió este sitio para celebrar en 1999, cuando llegaron a la final, aunque la perdieron en contra del Toluca.
En el año 2021, Atlas llegó a la final y se coronó campeón; por lo que surgió el debate de si la afición debía de celebrar a su equipo en un lugar que se había convertido en un espacio de protesta social y para recordar a los desaparecidos y desaparecidas. El presidente municipal, Pablo Lemus Navarro, señaló que se instalarían pantallas en el sitio para que la afición pudiera ver el partido de la final del torneo Apertura 2021, entre Atlas y León. Estas acciones fueron criticadas en redes sociales por la población local. Entre otros comentarios, se señaló: "15000 desaparecidos en Jalisco y se les ocurre dar pan y circo en la glorieta que los conmemora. Que oso."